# Bastián San Juan
Bastián Eladio San Juan Martínez (Santiago del Cile, 27 aprile 1994) è un calciatore cileno, difensore dell'Everton in prestito dall'O'Higgins.